# A Sárga Császár belső könyvei
A Sárga Császár belső könyvei (hagyományos kínai: 黃帝內經; egyszerűsített: 黄帝内经; pinyin hangsúlyjelekkel: Huángdì Nèijīng; magyar népszerű: Huang Ti nej-csing) Kína első, legrégebbinek tartott orvosi, gyógyászati műveinek gyűjteménye. A Huang Ti nej csing (Huang Di nei jing) gyűjtemény könyvei a hagyományos kínai orvoslás mindmáig legfontosabb forrásai, immár kétezer éve. A művek jelentőségeit a nyugati orvostudomány alapjainak számító Corpus Hippocraticumhoz, a Hippokratészi gyűjteményhez hasonlíthatják.
A Sárga Császár belső könyveinek jelentőségét az a forradalmi szemléletbeli és világnézeti paradigmaváltás adja, hogy a kínai kultúrkörben korábban létezett és széles körben elterjedt animisztikus és sámánisztikus betegség-magyarázatokra adtak új, alternatív magyarázatot. A betegségeket immáron nem démonok, gonosz és ártó szellemek okozták, hanem az ember univerzumban elfoglalt helye, és az abból adódó makro- és mikrokozmikus párhuzamokban megfogalmazható egyensúly megbomlása idézi elő. A könyvek szerint olyan racionális tényezők állnak a betegségek hátterében, mint az életmód, az étrend, az időjárás, a pszichés és mentális adottságok vagy az életkor. A hagyományos kínai világnézetre oly jellemző erők és rendező elvek, mint a tao (dao), a jin (yin) és a jang (yang), a csi (qi) vagy az öt elem ugyancsak ezekben a művekben állították először olyan rendszerbe, amely az emberi lények biológiai létezéséért és egészségi állapotáért felelős. Olyan, korábbról nem ismert módszereket kínálnak, melyek révén ezen erők egyensúlyi állapota ismét létrehozható és a betegségek megelőzhetők, illetve gyógyíthatók.

## A gyűjtemény művei

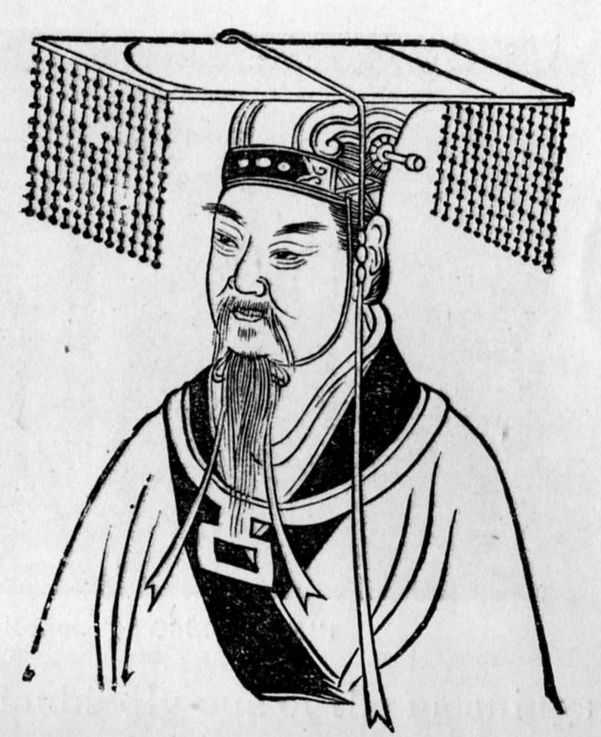
A Sárga Császár

A Huang Ti nej csing (Huang Di nei jing) gyűjtőcím alatt kezdetben négy önálló művet tartottak számon:
1. Szu ven (Su wen) (素問/素问) "Egyszerű kérdések"
2. Lin su (Ling shu) (靈樞) "Szellemi tengely"
3. Taj szu (Tai su) (太素) "A nagy alap"
4. Ming tang (明堂) "A fény csarnoka"

A Déli Song-dinasztia ideje (1127–1279) óta azonban csak az első két művet sorolják ide, s erre a gyűjteményre gyakran csak a címének rövidített, Nej csing (Nei jing), azaz "Belső könyvek" változatában hivatkoznak. Mind a négy művet hosszú-hosszú századokon át tanulmányozták, kritizálták és kommentálták a kínai szakértő tudósok, akik arra a megállapításra jutottak, hogy teljes mértékben a könyvek egyikét sem lehet eredeti Han-kori (i. e. 206 – i. sz. 220) szövegnek tekinteni, de ennek ellenére egyik sem koholmány, aminek gyanúja egyébként számos egyéb, klasszikusnak tartott mű esetében felmerül. Feltehetően mind a négy műnek létezett valamilyen Han-kori eredetije, melyeket több-kevesebb mértékben a későbbi, Tang- (618–907) vagy Song-kori (960–1279) szerkesztők, átdolgoztak, kiegészítettek illetve az addigra elveszett részeket rekonstruálták.

## Szerzősége
A párhuzamként állított, Hippokratésznek tulajdonított művel ellentétben azonban a Huang Ti nej csing (Huang Di nei jing) könyveinek szerzőit nem ismerjük. A gyűjtemény címében említett Huang Ti (Huang Di) vagy Sárga Császár (más fordításban „Sárga Ős”) ugyanis a kínai mitológiában, a legendás történelemben az emberiség egyik legelső uralkodója volt. Az i. e. 6. sz. környékén kialakult elképzelés szerint Huang Ti (Huang Di) az öt világtáj isteneinek egyike, a Közép istensége, egyfajta égi főisten. A föld mágikus erőinek megtestesülése, aki kultúrhéroszként megtanította az embereket harangot, áldozati edényeket önteni, kutat fúrni, szekeret és csónakot készíteni, de ő fedezte fel a fejszét, a mozsarat, az íjat, a nyilat, a ruhát és a cipőt. Egyes források szerint ő szabályozta azt is, hogy a férfiak és a nők különböző ruhát viseljenek.
Egy legenda szerint több mint három méter magas volt, külseje sárkányhoz hasonlított, napszarvakkal, négy arccal és négy szemmel rendelkezett. A historizált hagyomány szerint i. e. 2698. és i. e. 2598. között uralkodott. A hagyomány – elsősorban a taoisták pressziójának hatására – azonban jó néhány mű szerzőségét neki tulajdonítják, hogy az adott művek jelentőségét ezáltal is hangsúlyozzák.

## Datálása
Mai tudásunk szerint a Huang Ti nej csing (Huang Di nei jing)ről elsőként a Han su (Han shu), A Han-dinasztia történeti könyvének bibliográfiai fejezete tesz említést, melynek szerkesztése i. e. 111-ben zárult le. Ebben a bibliográfiában a Huang Ti nej csing (Huang Di nei jing) több orvosi kézikönyv társaságában szerepel, köztük olyanok is, melyeket olyan legendás orvosoknak tulajdonítanak, mint például Pien Csüe (Bian Que) (扁鵲) (i. e. 501 körül) vagy Paj (Bai) mester (Paj si (Bai shi) 白氏). E két személynek ugyancsak egy-egy „belső könyvet” (Nej csing (Nei jing) 内經/内经) tulajdonítanak. A bibliográfiából kiolvasható érdekesség, hogy ezek szerint a Han-dinasztia első felében ezen három „belső könyv” mindegyikének létezett egy Vaj csing (Wai jing) (外經/外内), „Külső könyv” párja is. A Huang Ti nej csing (Huang Di nei jing) kivételével azonban a másik öt mű mára elveszett, azok tartalmáról még töredékes formában sincs ismeretünk. Így pontosan azt sem tudhatjuk, hogy a „belső” (nei 内) és a „külső” (wai 外) megkülönböztetés pontosan milyen kritériumok alapján történhetett. Egyes elképzelések szerint ezen jelzők valójában nem is az orvoslási területekre vonatkoznak, – mint ahogy azt a Huang Ti nej csing (Huang Di nei jing) címének legtöbb fordítása (lásd Belgyógyászati könyv) sugallja – hanem csak a művek két részére. Modern párhuzammal illusztrálva: első és második kötet.
A gyűjtemény első művének, az Egyszerű kérdések című könyv keletkezési korával kapcsolatban sincs egységes konszenzus. A 14. században élt tudós, Lu Fu (吕复) azon a véleményen volt, hogy a Szu ven (Su wen) nem egyetlen szerző alkotása. Szerinte több tudós, hosszú több évtizeden, évszázadon át megfogalmazott gondolatainak a gyűjteménye, amelyet konfuciánus tudósok öntöttek végleges formába valamikor a Han-dinasztia idején. Nathan Sivin tudománytörténész véleménye, hogy mind a Szu ven (Su wen), mind pedig a Ling Su (Ling shu) az i. e. 1. századból származik (1988).
A kínai tudománytörténet legkiválóbb szakembere, Joseph Needham (1900-1995) és szerzőtársa Lu Gwei-Djen (1904-1991) az 1980-ban megjelent művükben azon a véleményen vannak, hogy a Szu ven (Su wen) keletkezése az i. e. 2. századra tehető. A Szu ven (Su wen) keletkezésének pontos időpontja aligha megállapítható, de a benne megfogalmazott gondolatok, a Jin-Jang (Yin-Yang) és az öt elem rendszerének kiforrottsága arra utal, hogy a mű összeállítása nem történhetett i. e. 320-nál korábban. Ennek ellenére a szöveg kiváló ismerőjének és kutatójának, a német Unschuld professzor véleménye szerint bizonyos nyelvi és stiláris elemek alapján nem zárható ki, hogy a Szu ven (Su wen) egyes részei akár i. e. 400-ból is származhatnak, míg a teljes művet valamikor i. e. 400 és i. e. 260 között állították össze és ez a változat került átdolgozásra valamikor a Han-dinasztia idején.
A gyűjtemény műveinek keletkezési, összeállítási korával kapcsolatban nyújt bizonyos támpontot a 70-es években Mavangtuj (Mawangdui)ból (馬王堆) előkerült orvosi tárgyú szövegek vizsgálata. Ezen szövegek kutatói, mint például Donald Harper, Vivienne Lo és Li Jianmin (李建民) egyetértek abban, hogy a Szu ven (Su wen)ből és a Ling su (Ling shu)ból kiolvasható rendszert alkotó orvosi elméletének variánsai megjelennek a régészeti kutatások által előkerül töredékes művekben is, melyeket i. e. 186-ban zártak el a mavangtuj (mawangdui)i sírokba.

## Kommentárjai
A gyűjteményben szereplő művek közül az Egyszerű kérdések keltette fel leginkább a szakemberek érdeklődését, mert ehhez született a legtöbb kommentár. A mű legkorábbi kommentárja Csüan Jüan-csi (Quan Yuanqi) (全元起) (kb. 503 körül) nevéhez fűződik, ám az ő munkájának csak egykori létezéséről van ismeretünk, hiszen maga a kommentár mára elveszett. Azt azonban tudjuk, hogy a Csüan Jüan-csi (Quan Yuanqi)-féle Szu ven (Su wen) még csak 8 könyvből (csüan (juan) 卷) és 69 fejezetből (pien (pian) 篇) állt. Ez a változat még szerepel a Szuj (Sui)- (581-618) és a Szung (Song)-kori (960-1279) bibliográfiákban is, ám a mongol Jüan (Yuan)-korban (1206-1368) már nem tudnak a létezéséről.
A Huang Ti nej csing (Huang Di nei jing) már említett első forrásában, a Han-dinasztia hivatalos történeti művében, a Han su (Han shu)ban azt olvashatjuk, hogy a mű összesen 18 kötetből (csüan (juan)) állt, azt azonban nem tudjuk, hogy ez a gyűjtemény egyáltalán tartalmazta-e a Szu ven (Su wen)t, és ha igen, akkor hány kötetnyi lehetett. A Szu ven (Su wen) első, máig is ismert kommentárját Vang Ping (Wang Bing) (王冰) készítette, s a szöveg egykori és modern kutatói mindmáig az ő értelmezéseit tartják a legmértékadóbbnak, annak ellenére, hogy a későbbi kommentár szerzők jó néhány homályos jelentésű, nehezen értelmezhető passzus esetében radikálisan eltérő véleményt fogalmaztak meg.
Vang Ping (Wang Bing) tizenkét évig tartó munkáját 762-ben fejezte be, s minden bizonnyal felhasználta a ma már ismeretlen, ám akkor még létezett kommentárokat, köztük a Csüan Jüan-csi (Quan Yuanqi)-féle kommentárt is. Vang Ping (Wang Bing) volt az is, aki a Szu ven (Su wen)t a ma is ismert formába öntötte, amely 24 könyvből és 81 fejezetből áll. Meg kell jegyezni, hogy a 72. és a 73. fejezet szövege és tartalma már Vang Ping (Wang Bing) számára is ismeretlen volt, azok addigra elvesztek, csupán a című maradt fenn. Vang Ping (Wang Bing) a Csüan Jüan-csi (Quan Yuanqi)-féle 69 fejezethez hozzátoldotta ennek a két elveszett fejezetnek a címét, továbbá ismeretlen forrásból betoldott hét fejezetet az öt elemről és a hatféle csi (qi)ről, majd a saját, mintegy ötezer passzusnyi kommentárjával együtt a teljes mű tartalmát 29 könyvre és 81 fejezetre osztotta.
A Szu ven (Su wen) ma már ismeretlen, de korábban létezett változatainak struktúrájáról és terjedelméről különféle adatok állnak a rendelkezésünkre. Vang Ping (Wang Bing) a kiegészítéseit, megjegyzéseit eredetileg vörös színű tussal írva tüntette fel a szövegben, a későbbi másolók azonban ezt a megkülönböztetést feloldották és Vang Ping (Wang Bing) korrekcióit az alapszövegbe ékelték, lehetetlenné téve ezáltal, hogy pontosan láthassuk, milyen változtatásokat eszközölt Vang Ping (Wang Bing) a számára rendelkezésre álló szövegekhez képest. Egy későbbi, 1053-ban összeállított változatban Vang Ping (Wang Bing) kommentárját, azáltal, hogy kisebb írásjegyekkel írták már tipográfiailag ugyan megkülönböztették a főszövegtől, de az alapszövegen végrehajtott Vang Ping (Wang Bing)-féle változásokat akkora már nem lehetett elkülöníteni.
A Szu ven (Su wen) kommentátorai közül mindenképpen meg kell említeni Ma Si (Ma Shi) (馬蒔) nevét is, aki maga is kiváló akupunktúrás orvosként a Ling Su (Ling shu)hoz is írt kommentárt. A 9 csüan (juan)ba osztott kommentárját 1586 körül állította össze. Vu Kun (Wu Kun) (吳崑) ugyancsak alapos ismeretekkel és gyakorlati tudással rendelkezett az orvoslás terén, az ő kommentárja 1594-ből származik. Kora egyik vezető orvosának számított Csang Csie-pin (Zhang Jiebin) (張介賓) (1560–1640), aki a Szu ven (Su wen) mellett a Lej csing (Lei jing)hez (類經) és a Ling Su (Ling shu)hoz is alapos, rendkívül hasznos magyarázatokat készített 1624-ben. A Szu ven (Su wen) további jelentős klasszikus kommentátorai: Jao Sao-jü (Yao Shaoyu) (姚紹虞, 1667), Csang Cse-cung (Zhang Zhicong) (張志聰, 1670), Kao Si-si (Gao Shishi) (高世栻, 1695), valamint a japán Tamba no Motoyasu (丹波元簡), akinek 1806-ban, Somon shiki (素問識) címen megjelent kommentárját mind a mai napig Japánban és Kínában egyaránt széles körben használják. A mű legújabb kori magyarázói közül kiemelkedik a Cseng Si-tö (Cheng Shide) 程士德 professzor vezette munkaközösség kommentárja, amelyet már egyszerűsített kínai írásjegyekkel nyomtattak ki 1982-ben.

### Magyarul
- A Sárga Császár belső könyvei. Egyszerű kérdések. A hagyományos kínai orvoslás és természetfilozófia legrégebbi kézikönyvének teljes fordítása; ford. Tokaji Zsolt; 2. átdolg., bőv. kiad.; Gyógyforrás, Budapest, 2021
- Nehéz kérdések könyve. A Sárga Császár nyolcvanegy nehéz kérdésének könyve. A hagyományos kínai orvoslás klasszikus kézikönyve; ford. Tokaji Zsolt; 2. jav. kiad.; Gyógyforrás, Budapest, 2021
- A Sárga Császár belső könyvei. Szellemi tengely. A hagyományos kínai orvoslás és az akupunktúra legrégebbi gyakorlati kézikönyvének teljes fordítása; ford., előszó, jegyz. Tokaji Zsolt; Gyógyforrás, Budapest, 2021
- A Sárga Császár belső könyve. Spirituális tengely; ford. Szarka Péter; Doktormadarak, Vác, 2011
- Simoncsics Péter: A kínai akupunktúra régen és ma. Gondolat Könyvkiadó, Budapest, 1988
- Dr. Pálos István: A hagyományos kínai orvoslás. Gondolat Kiadó, Budapest,1963

### Idegen nyelven
- Keegan, David 1988. Huang-ti nei-ching. The Structure of the Compilation, the Significance of the Structure. (PhD-disszertáció.) University of California, Berkeley.
- Loewe, Michael 1993 (szerk.). Early Chinese Texts: A Bibliographical Guide. Early China Special Monograph Series No. 2. The Society for the Study of Early China and The Institute of East Asian Studies. University of California, Berkeley.
- Lu Gwei-Djen – Needham, Joseph 1966/67. „Medicine and Chinese Culture”. In Needham (szerk.) Clerks and Craftsmen in Chine and the West”. Cambridge University Press, Cambridge. 263–293.
- Lu Gwei-Djen – Needham, Joseph 1980. Celestial Lancets. A History and Rationale of Acupuncture and Moxa. Cambridge University Press, Cambridge.
- Porkert, Manfred 1974. The Theoretical Foundations of Chinese medicine: Systems of correspondence. MIT Press, Cambridge.
- Sivin, Nathan 1988(a). Traditional Medicine in Contemporary China (Science, Medicine and Technology in East Asia, vol. 2). Center for Chinese Studies, University of Michigan, Ann Arbor.
- Sivin, Nathan 1988(b). "Science and Medicine in Imperial China—The State of the Field." The Journal of Asian Studies (Vol. 47, number 1): 41–90.
- Sivin, Nathan 1989. A cornucopia of Reference Works for the History of Chinese Medicine. Chinese Science. 9: 29-52.
- Sivin, Nathan 1993. Huang ti nei ching 黄帝内经. In Loewe 1993: 196-215.
- Yamada Keiji 1979. „The Formation of the Huang-ti nei-ching”. Acta Asiatica 36: 67-89.
- Unschuld, Paul U. (szerk.) 1988. Approaches to Traditional Chinese Medical Literature. Proceedings of an International Symposium on Translation Methodologies and Terminologies. Boston: Kluwer. Essay from a 1986 conference.
- Unschuld, Paul U. 2003. Huang Di nei jing su wen: Nature, Knowledge, Imagery in an Ancient Chinese Medical Text. Berkeley and Los Angeles: University of California Press.
- Veith, Ilza 1973. The Yellow Emperor’s Classic of Internal Medicine. University of California Press. Los Angeles. (Első kiadás: 1949.)
- Wang Hongtu 王洪图 2005. Huang Di nei jing Su wen baihu jie 黄帝内经素问白话解 [„A Sárga Császár belső könyve – Egyszerű kérdések beszélt nyelvi kommentárokkal”]. 人民卫生出版社. Peking.